# グンナー・ミュルダール
カール・グンナー・ミュルダール（スウェーデン語: Karl Gunnar Myrdal [ˈkɑːɭ ˈɡɵ̌nːar ˈmy̌ːɖɑːl]、1898年12月6日 - 1987年5月17日）は、1974年にフリードリヒ・ハイエクとともにノーベル経済学賞を受賞したスウェーデンの経済学者であり、クヌート・ヴィクセルをはじめとするストックホルム学派の代表的論客である。
妻のアルバ・ミュルダールは政治家・外交官として活動し、1982年にノーベル平和賞を受賞。息子ヤン・ミュルダールは作家、娘のシセラ・ボクは哲学者。

## 略歴
- 1898年　スウェーデンのダレカルリア州グスタフスで生まれる。
- ストックホルム大学法学部に入学。クヌート・ヴィクセル、グスタフ・カッセル、エリ・ヘクシャーらのもと経済学を学ぶ。
- 1927年　Ph.D.をとる。
- 1927年　アルバ・ミュルダール（1982年ノーベル平和賞受賞）と結婚。
- 1929年-1930年　ロックフェラー財団のフェローとしてアメリカに行く。
- 1930年　『経済学説と政治的要素』をスウェーデン語で出版（英語では1953年出版）。
- 1931年　『貨幣的均衡』をドイツ語で出版（英語では1939年出版）。
- 1931年-1932年　ジュネーヴの国際問題研究所准教授に就任。
- 1933年　ストックホルム大学の教授となる。
- 1934年-1936年　スウェーデン国会の上院議員となる（1期）。
- 1938年-1942年　カーネギー財団の委嘱によりアメリカの黒人問題を調査（彼の研究は『アメリカのジレンマ』として1944年に出版された）。
- 1942年-1946年　スウェーデン国会の上院議員となる（2期）。
- 1944年　『アメリカのジレンマ』を出版。
- 1945年-1947年　商工大臣およびスウェーデン計画委員会の委員長を歴任。
- 1947年-1957年　国連ヨーロッパ経済委員会の行政長官を果たす。
- 1957年　『経済理論と低開発地域』を出版。
- 1961年　ストックホルム大学国際経済研究所所長に選出される（～1971年）。
- 1968年　『アジアのドラマ』を出版。
- 1974年　ノーベル経済学賞をうける。
- 1987年　病気のため死去（88歳）

## 生涯
スウェーデンダーラナ県ガグネーフ生まれ。ストックホルム大学で法律を専攻の後、経済学に転向し博士号を取得、1924年にアルバ・ライマルと結婚した。1930年にスウェーデン社会民主労働党から国会議員に当選し、ペール・アルビン・ハンソン内閣で経済社会顧問を務めながら『貨幣的均衡論』を上梓し、瞬間的動向分析を導入して経済学に一石を投じた。
1933年から1947年までストックホルム商科大学で経済学の教授として教壇に立ち、さらに1945年から1947年までは通商大臣を歴任する。この間、1944年に『アメリカのジレンマ─黒人問題と近代民主主義』（An American Dilemma: The Negro Problem and Modern Democracy）を上梓、「アメリカのジレンマ」という言葉を生み出した。
1956年にアルバ夫人が駐インド大使となると、インドへ赴き其処を拠点に南アジアの政治・経済・社会を調査。この時の研究を基に『アジアのドラマ』をまとめ、ニューヨーク・タイムズの編集者によって要約・縮刷されたものが一般に公刊された。その後、1960年から1967年まではストックホルム大学で国際経済学の教授として教鞭を執った。
ノーベル経済学賞の創設に尽力したうちの一人がミュルダールであり、スウェーデン国立銀行が創立300年を迎えた1968年に、それを記念する経済学賞の創設を検討していた際、ミュルダールは積極的に後押しした。因みにミュルダールは「経済学は科学ではない」という持論を持っており、自身の受賞については否定的であった。
ミュルダールは、自身のノーベル賞受賞について複雑な気持ちで「ノーベル賞を受理してしまったのは、連絡を受けた日の朝、寝ぼけていたからである」と述べた一方で、受賞を喜び「ようやく肩の荷がおりた」と述べている。
ストックホルム県ダンデリードで死去。

## 業績
ミュルダールの最も大きな業績として挙げられるのは、静学理論の動学化である。これは「期間分析」あるいは「継起分析」と呼ばれ、時間とともに変動する経済過程を一連の期間に区切り、経済主体の事前の計画と事後の結果を逐次的に追跡する手法である。これに関してミュルダールは経済主体の期待・予測を決定的に重視し、事前の予測値と事後の結果の値を区別して、事後の結果が再び時期の予測値の出発点となり、事前と事後が矛盾する動態的な経済過程として説明した。ミュルダールのこの考え方は、価格変動は期間と期間の移行時点において撹乱的に生ずる短期均衡の連続であると主張したエリック・リンダールの考え方とともにストックホルム学派の伝統となる事前・事後の概念を築き上げた。こうした理論的貢献は後にジョン・ヒックスによって吸収され、現代のマクロ的動態理論の重要な要素となった。またミュルダールはこの研究に関連して、「貨幣理論および経済変動理論に関する先駆的業績と、経済現象・社会現象・組織現象の相互依存関係に関する鋭い分析」が称えられ、1974年にフリードリヒ・ハイエクとともにノーベル経済学賞を受賞した。ノーベル賞選考委員会は当初ミュルダール単独でに経済学賞を贈るつもりであったが、経済に対する政府の幅広い干渉を容認するミュルダールの立場とバランスをとるべきとの声に押されて、ハイエクとの共同受賞が決まったとされている。
これ以外にもミュルダールの活動は多彩であり、不況期に景気を刺激するための財政赤字を好況期に黒字で相殺していくという反循環政策を理論的に初めて支持した1933年の財政法案の付属文を執筆した。これはジョン・メイナード・ケインズ以前のケインズ政策とも呼ばれている。理論的には1939年に発表した代表的著作Monetary Equilibrium（貨幣的均衡論）において、ストックホルム学派の伝統である事前・事後の概念を用いて期待の概念をマクロ経済学に導入した。またミュルダールは新古典派経済学を強く批判し、1960年のBeyond he Welfare State（福祉国家を越えて）で福祉国家思想を展開した。さらに開発問題に対しても関心を示し、1968年にはAsian Drama（アジアのドラマ）を発表した。
ミュルダールは、経済学が価値判断からは不可分であること、およびそこでそのような価値判断を前提としているかを明らかにすべきであるという立場を終生維持した。

### 福祉世界
福祉世界は国内だけでなく世界において富の再分配を可能にする。冷戦時代に彼が書いたBeyond the welfare state の中で、彼は西側諸国の福祉国家の限界を打ち破るよう福祉世界の理念を提唱した。しかしながら、彼もまた福祉世界を確立するのは福祉国家よりも難しいと考えた。
彼は福祉国家の次の限界を指摘した：
- （西側諸国における）国民主義
- 開発途上国における開発の困難
- 共産主義国家の存在

## 著書
- The Cost of Living in Sweden 1830-1930, (King & Son, 1933).
- Crisis in the Population Question (1934).
- Monetary Equilibrium, (W. Hodge, 1939).

傍島省三訳『貨幣的均衡論』（実業之日本社, 1943年）
- Population: A Problem for Democracy, (Harvard University Press, 1940).

河野和彦訳『人口問題と社會政策』（協和書房, 1943年）
- An American Dilemma: the Negro Problem and Modern Democracy, (Harper & Row, 1944).
- The Political Element in the development of Economic Theory, (Routledge & Kegan Paul, 1953).

山田雄三・佐藤隆三訳『経済学説と政治的要素』（春秋社, 1967／増補改訂版, 1983年）
- Realities & Illusions in Regard to Inter-governmental Organizations, (Oxford University Press, 1955).
- An International Economy: Problems and Prospects, (Routledge & Kegan Paul, 1956).
- Rich Lands and Poor: the Road to World Prosperity, (Harper & Brothers, 1957).
- Economic Theory and Under-developed Regions, (G. Duckworth, 1957).

小原敬士訳『経済理論と低開発地域』 （東洋経済新報社, 1959年）
- Value in Social Theory: A Selection of Essays on Methodology, (Routledge & Kegan Paul, 1958).
- Beyond the Welfare State: Economic Planning and its International Implications. Yale University Press. (1960)

北川一雄訳『福祉国家を越えて――福祉国家での経済計画とその国際的意味関連』ダイヤモンド社、1963年。
- Challenge to Affluence, (Pantheon Books, 1962).

小原敬士・池田豊訳『豊かさへの挑戦』（竹内書店, 1964年）
- Asian Drama: An Inquiry into the Poverty of Nations, (Allen Lane, 1968).

板垣与一監訳『アジアのドラマ――諸国民の貧困の一研究（上・下）』（東洋経済新報社, 1974年）
- Objectivity in Social Research, (Pantheon Books, 1969).

丸尾直美訳『社会科学と価値判断』（竹内書店, 1971年）
- An Approach to the Asian Drama: Methodological and Theoretical, (Vintage Books, 1970).
- The Challenge of World Poverty: A World Anti-poverty Program in Outline, (Allen Lane, 1970).

大来佐武郎監訳『貧困からの挑戦（上・下）』（ダイヤモンド社, 1971年）
- Against the Stream: Critical Essays on Economics, (Pantheon Books, 1973).

加藤寛・丸尾直美訳『反主流の経済学』（ダイヤモンド社, 1975年）